# Gilbert Pede
Gilbert Felix Cornelius Pede (Merelbeke, 10 maart 1911 - 9 oktober 1977) was een Belgisch senator.

## Levensloop
Pede, bediende bij de christelijke ziekenkassen (CM), werd in 1954 verkozen tot CVP-senator voor de provincie Oost-Vlaanderen. Hij vervulde dit mandaat tot in 1971 en behoorde tot de ACW-vleugel van de partij. Vanaf 1958 was hij secretaris van de Senaat.